# Dow Jones Sustainability Index
Les indices du Dow Jones Sustainability World Index (DJSI) récompensent à travers le monde les entreprises les plus performantes selon des critères économiques, environnementaux et sociaux. Ces indices sont calculés conjointement par S&P Dow Jones Indices et RobecoSAM.

## Histoire
L'indice Dow Jones Sustainability World Index a été créé en 1999.

## Méthodologie
RobecoSAM est responsable de recueillir les données. La société a créé un questionnaire qui est envoyé aux entreprises. Le questionnaire, rempli par les sociétés elles-mêmes, est la source principale pour l’évaluation finale. Parmi les autres sources, il y a les documents publics, dont le rapport annuel, le rapport sur la durabilité, les articles de la presse ou les contacts directs avec la société. Le Media & Stakeholder Analysis (MSA) est basé sur une série de thèmes, dont la corruption, la violation des droits de l’homme ou la protection de l’environnement, sélectionnés en avance par RepRisk, une société suisse qui fournit des données sur les risques ESG. L’information est évaluée et vérifiée à l’interne par RobecoSAM ainsi qu’à l’externe. Le contrôle externe inclut essentiellement une comparaison entre les différentes sources d’information. Ce contrôle est effectué par Deloitte.

## Liste des indices

### DJSI World
Cet indice recense, parmi les 2 500 sociétés les plus importantes de l'indice S&P Global Broad Market Index, les 10 % les plus performantes en matière de développement durable. En septembre 2014, l'indice était composé de 319 entreprises.

### DJSI Asia Pacific
Cet indice recense, parmi les 600 sociétés australiennes, hong-kongaises, japonaises, coréennes, singapouriennes, néo-zélandaises et taïwanaises les plus importantes de l'indice S&P Global Broad Market Index, les 20 % les plus performantes en matière de développement durable. En septembre 2014, l'indice était composé de 148 entreprises.

### DJSI Emerging Markets
Cet indice recense, parmi les 800 sociétés les plus importantes de l'indice S&P Global Broad Market Index situées dans des pays émergents, les 10 % les plus performantes en matière de développement durable. En septembre 2014, l'indice était composé de 86 entreprises.

### DJSI Europe
Cet indice recense, parmi les 600 sociétés européennes les plus importantes de l'indice S&P Global Broad Market Index, les 20 % les plus performantes en matière de développement durable. En septembre 2014, l'indice était composé de 154 entreprises.

### DJSI North America
Cet indice recense, parmi les 600 sociétés américaines et canadiennes les plus importantes de l'indice S&P Global Broad Market Index, les 20 % les plus performantes en matière de développement durable. En septembre 2014, l'indice était composé de 149 entreprises.

### DJSI Australia
Cet indice recense, parmi les 200 sociétés australiennes listées au sein du S&P/ASX 200, les 30 % les plus performantes en matière de développement durable. En septembre 2014, l'indice était composé de 48 entreprises.

### DJSI Korea
Cet indice recense, parmi les 200 sociétés sud-coréennes les plus importantes de l'indice S&P Global Broad Market Index, les 30 % les plus performantes en matière de développement durable. En septembre 2014, l'indice était composé de 54 entreprises.

## Classement

### Leaders par secteur d'activité
Chaque année, le Dow Jones Sustainability Index distingue 24 secteurs d'activité. Les entreprises désignées comme leaders dans chacun de ses secteurs d'activité sont :
| Secteur d'activité                                              | Entreprise récompensée en 2014     | Entreprise récompensée en 2015     |
| --------------------------------------------------------------- | ---------------------------------- | ---------------------------------- |
| Automobile (véhicules et pièces)                                | Bayerische Motoren Werke           | Bayerische Motoren Werke           |
| Banques                                                         | Westpac Banking Corp               | Westpac Banking Corp               |
| Biens d'équipement                                              | Siemens                            | CNH Industrial NV                  |
| Services professionnels et commerciaux                          | SGS                                | SGS                                |
| Biens de consommation durable et vêtements                      | LG Electronics                     | LG Electronics                     |
| Services aux consommateurs                                      | Sodexo                             | Sodexo                             |
| Sociétés financières diverses                                   | ING Groep NV                       | UBS Group                          |
| Énergie                                                         | Thai Oil                           | Thai Oil                           |
| Distribution de produits alimentaires                           | Woolworth's                        | Metro AG                           |
| Aliments, boissons et tabac                                     | Unilever                           | Unilever                           |
| Services et équipement dans le domaine de la santé              | Abbott Laboratories                | Abbott Laboratories                |
| Produits ménagers et personnels                                 | Kao Corp                           | Kao Corp                           |
| Textile, habillement et produits de luxe                        |                                    | Kering                             |
| Assurance                                                       | Swiss Re                           | Swiss Re                           |
| Matériaux                                                       | AkzoNobel                          | AkzoNobel                          |
| Médias                                                          | Telenet Group Holding              | Telenet Group Holding              |
| Industrie pharmaceutique, biotechnologies et sciences de la vie | Roche Holding                      | Roche Holding                      |
| Immobilier                                                      | GPT Group                          | Stockland                          |
| Commerce de détail                                              | Lotte Shopping                     | Lotte Shopping                     |
| Semiconducteurs et équipements pour les semi-conducteurs        | Taiwan Semiconductor Manufacturing | Taiwan Semiconductor Manufacturing |
| Logiciels et services associés                                  | Wipro                              | Fujitsu                            |
| Matériels et équipement informatique                            | Alcatel-Lucent                     | Alcatel-Lucent                     |
| Services de télécommunication                                   | Télécom Italia                     | KT Corp                            |
| Transport                                                       | Air France-KLM                     | Air France-KLM                     |
| Services Publics                                                | EDP Energias de Portugal           | Gas Natural SDG                    |